# Dioscore homoeotes
Dioscore homoeotes là một loài bướm đêm trong họ Geometridae.